# Mietvilla Wichernstraße 7 (Radebeul)
Die Mietvilla Wichernstraße 7 liegt in der Gemarkung Radebeul der sächsischen Stadt Radebeul. Sie wurde 1903 wohl nach einem Entwurf des Architekten Oskar Menzel errichtet.

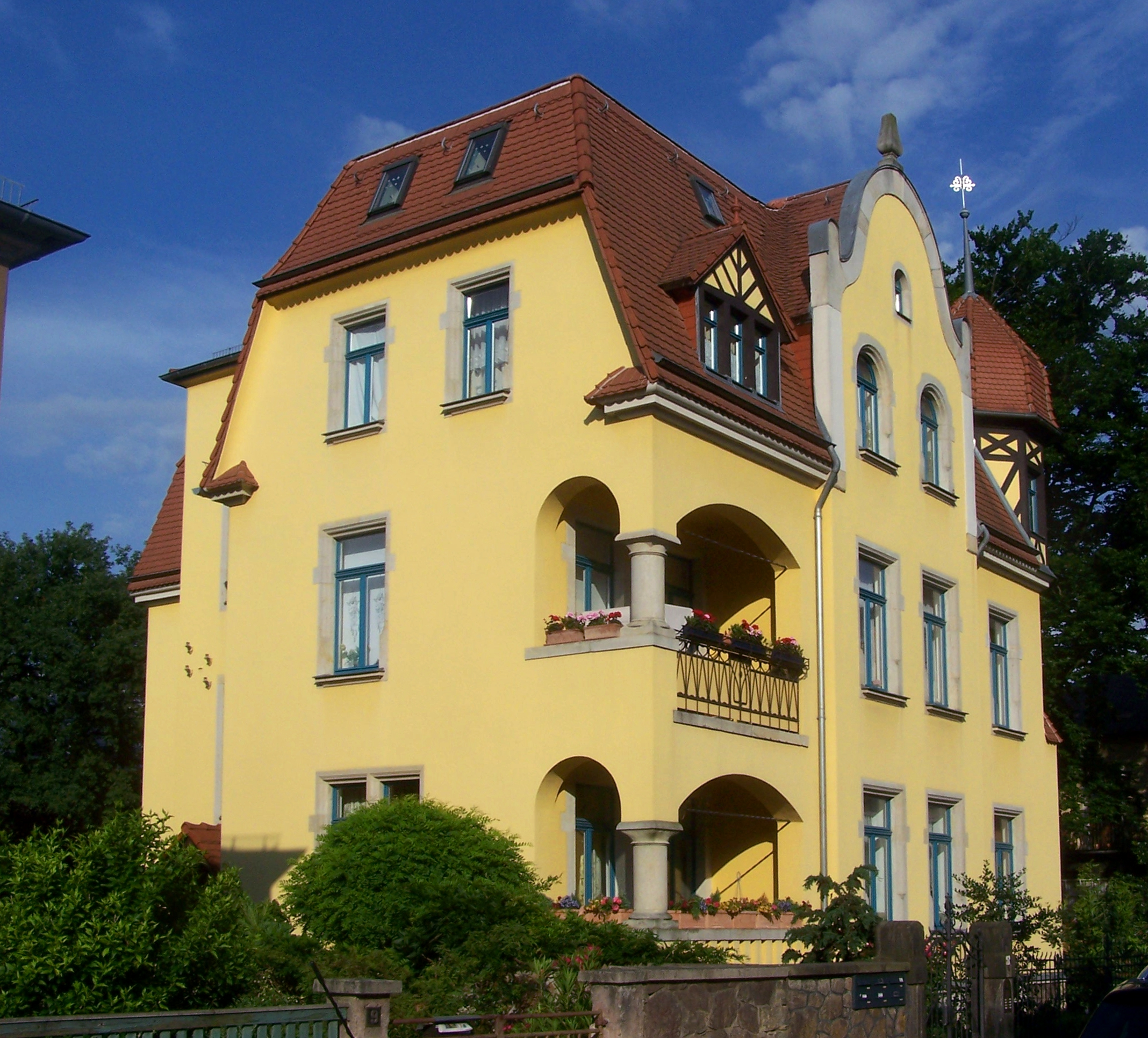
Mietvilla Wichernstraße 7

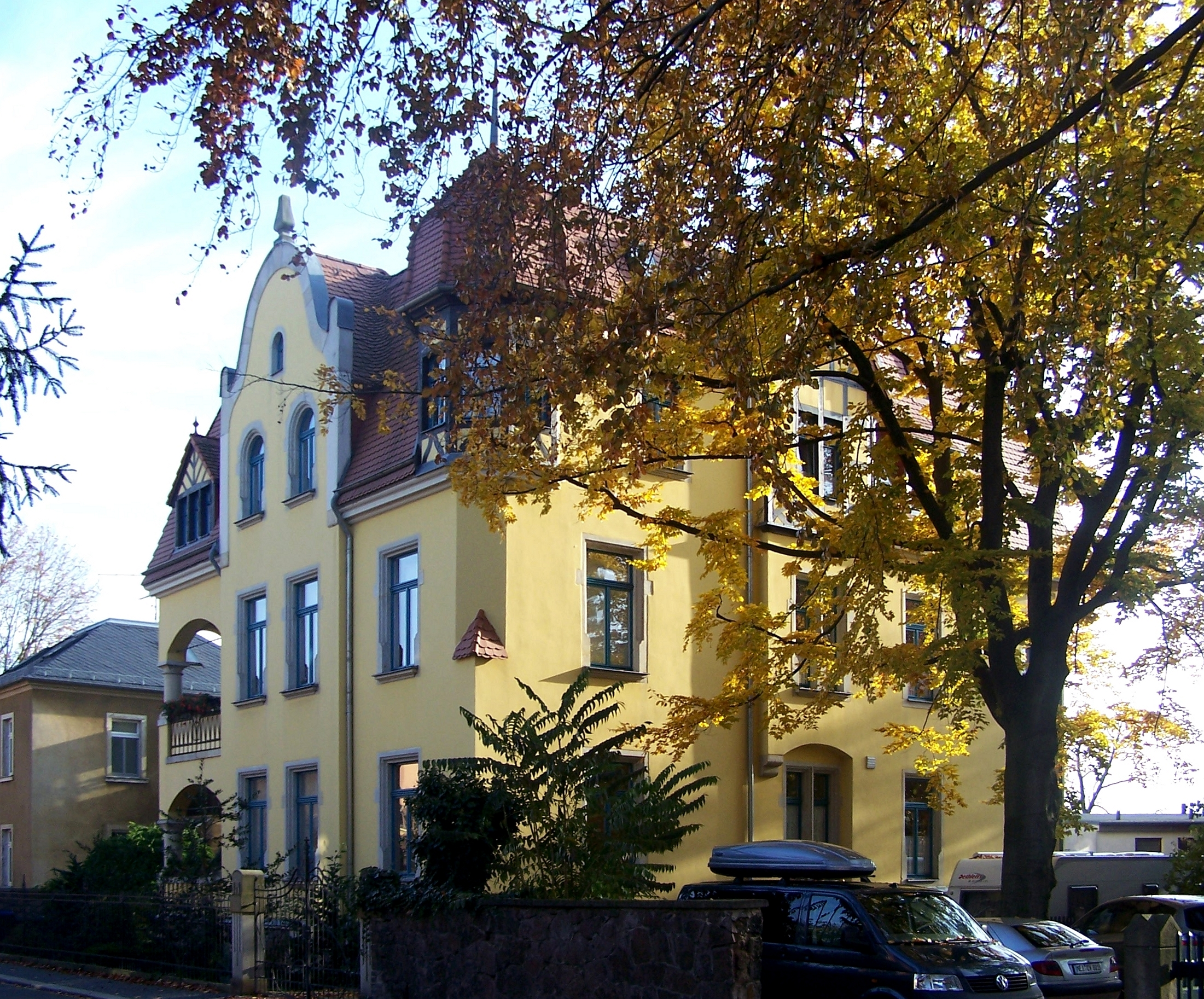
Mietvilla Wichernstraße 7

## Beschreibung
Die mit Einfriedung und Toreinfahrt unter Denkmalschutz stehende Mietvilla ist ein zweigeschossiges Mehrfamilienhaus mit einem ausgebauten Dachgeschoss in einem steilen Plattformdach. Mittig in der Straßenansicht steht ein zweiachsiger Risalit mit einem geschwungenen Giebel auf Höhe des Dachgeschosses, überhöht durch einen Obelisken. Oberhalb der sich dort im Giebel befindenden Rundbogenfenster liegt mittig noch ein kleines Rundbogenfenster. Auf der rechten Dachgeschossseite steht auf der Gebäudekante ein polygonales Ecktürmchen aus Fachwerk und mit einer Haube mit Spitze. Dessen abgefaste Ecke zieht sich nach unten bis zum Obergeschoss durch. Auf der linken Dachseite steht eine Dachgaube, ebenfalls mit Fachwerk geschmückt. Die Fensterachse darunter ist in Eckloggien aufgelöst.
Der schlicht verputzte Bau steht auf einem Bruchsteinsockel. Die Fenster werden von Sandsteingewänden eingefasst.
Der Bau wird als „zwischen Späthistorismus und Reformstil“ stehend eingestuft.